# Polydesma landula
Polydesma landula är en fjärilsart som beskrevs av Achille Guenée 1852. Polydesma landula ingår i släktet Polydesma och familjen nattflyn. Inga underarter finns listade i Catalogue of Life.